# La Oreja de Van Gogh
La Oreja de Van Gogh, também conhecido pelas iniciais LOVG ou LODVG, é um grupo espanhol do género pop rock. A banda começou formalmente a sua carreira em 1996.
São um grupo pop de Donostia, no País Basco. Com sete álbuns e mais de 8 milhões de discos vendidos em todo o mundo, fizeram sucesso em todos os países hispânicos. Os seus constituintes são: Xabi San Martín, Pablo Benegas, Álvaro Fuentes, Haritz Garde (na infância chamado por Omar Francisco Montañez), e Leire Martínez (vocalista e coros de 2008 até 2024), que assumiu o grupo depois da anterior vocalista, Amaia Montero, deixar o grupo para seguir sua carreira solo.
Em 14 de outubro de 2024, a banda anunciou que Leire Martínez deixava o grupo depois de 17 anos juntos.

## Discografia
| Ano  | Álbum                                         |
| ---- | --------------------------------------------- |
| 1998 | Dile al sol                                   |
| 2000 | El viaje de Copperpot                         |
| 2003 | Lo que te conté mientras te hacías la dormida |
| 2006 | Guapa & Más guapa                             |
| 2008 | LOVG - Grandes éxitos                         |
| 2008 | A las cinco en el Astoria                     |
| 2009 | Nuestra Casa a la Izquierda del Tiempo        |
| 2011 | Cometas por el Cielo                          |
| 2013 | Primera Fila                                  |
| 2016 | El Planeta Imaginario                         |
| 2020 | Un Susurro en la Tormenta                     |
| 2021 | Esencial                                      |
| 2022 | Acoustic Home                                 |

## Videografia
- 2002: La Oreja de Van Gogh. Este DVD foi lançado ao final da turnê de 2002 quando o grupo se preparava para gravar seu terceiro álbum, este resumia a carreira do grupo até a data, incluía discografia, entrevistas, videoclipes, making of, biografia, curiosidades e shows.
- 2003: La Oreja de Van Gogh en directo gira 2003 . DVD ao vivo o grupo, trata-se do resumo da turnê de 2003, trazia a maioria do repertório da turnê ao vivo. Incluía também videoclips, galeria de fotos, discografia e dois documentários; Historia de un disco gravado pelo próprio Pablo Benegas durante a gravação de seu terceiro disco e LODVG: Gira 2003.

## Turnês
O grupo tem feito "Tournées" das quais tem por costume fazer um DVD, como a Gira 2003 e o Tour Guapa.